# Cajón

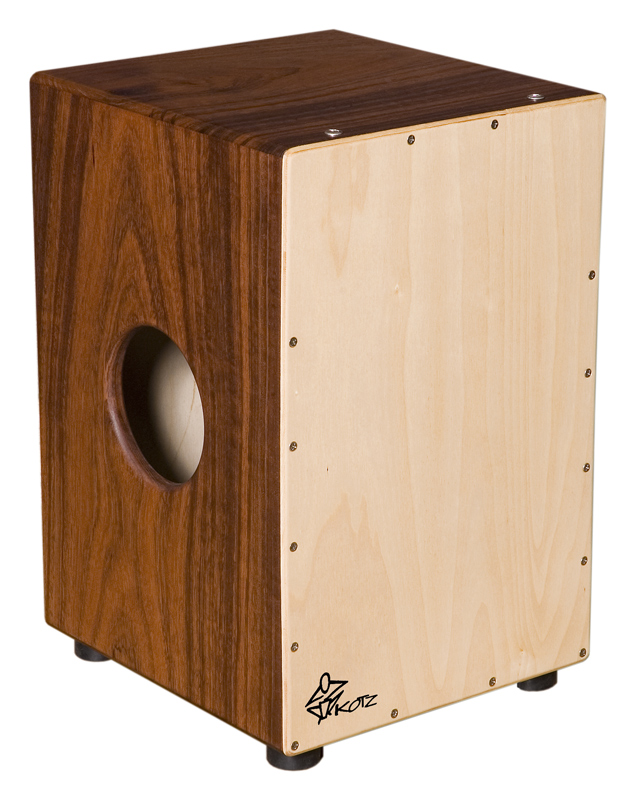
Cajón.

Cajón (spanska: låda, uttalas [kahon]) är ett peruanskt slagverkinstrument i form av en låda. Man spelar med händerna på framsidan av cajónen, oftast medan man sitter ovanpå lådan.

## Ursprung
Slavar av väst- och centralafrikanskt ursprung anses vara cajónens upphovsmän, men instrumentet är vanligt i hela Latinamerika. På Kuba associeras instrumentet med rumban, medan det i Peru främst används inom olika afro-peruanska musikgenrer. 
Instrumentet uppfanns antagligen i Perus kustområden under början av 1800-talet och vid seklets slut utvecklade man instrumentet och började experimentera med att förändra dess ljud genom att böja brädorna det var byggt av. 
Två teorier om instrumentets uppkomst har framförts. Den ena går ut på att cajónen är en utveckling av andra lådliknande instrument från väst- och centralafrika och att man byggde dem av packlårar och annat som fanns tillgängligt. I hamnstäder till exempel på Kuba har fiskelådor använts.
Den andra teorin är att man använde lådor helt enkelt för att komma undan förbudet mot musik som rådde i slavområdena, cajónen kunde enkelt förvandlas till en pall eller något annat. Med största sannolikhet är anledningen till cajónens uppkomst en kombination av båda faktorerna - liknande instrument och de förhållanden som slavarna tvingades leva under.

## Instrumentet

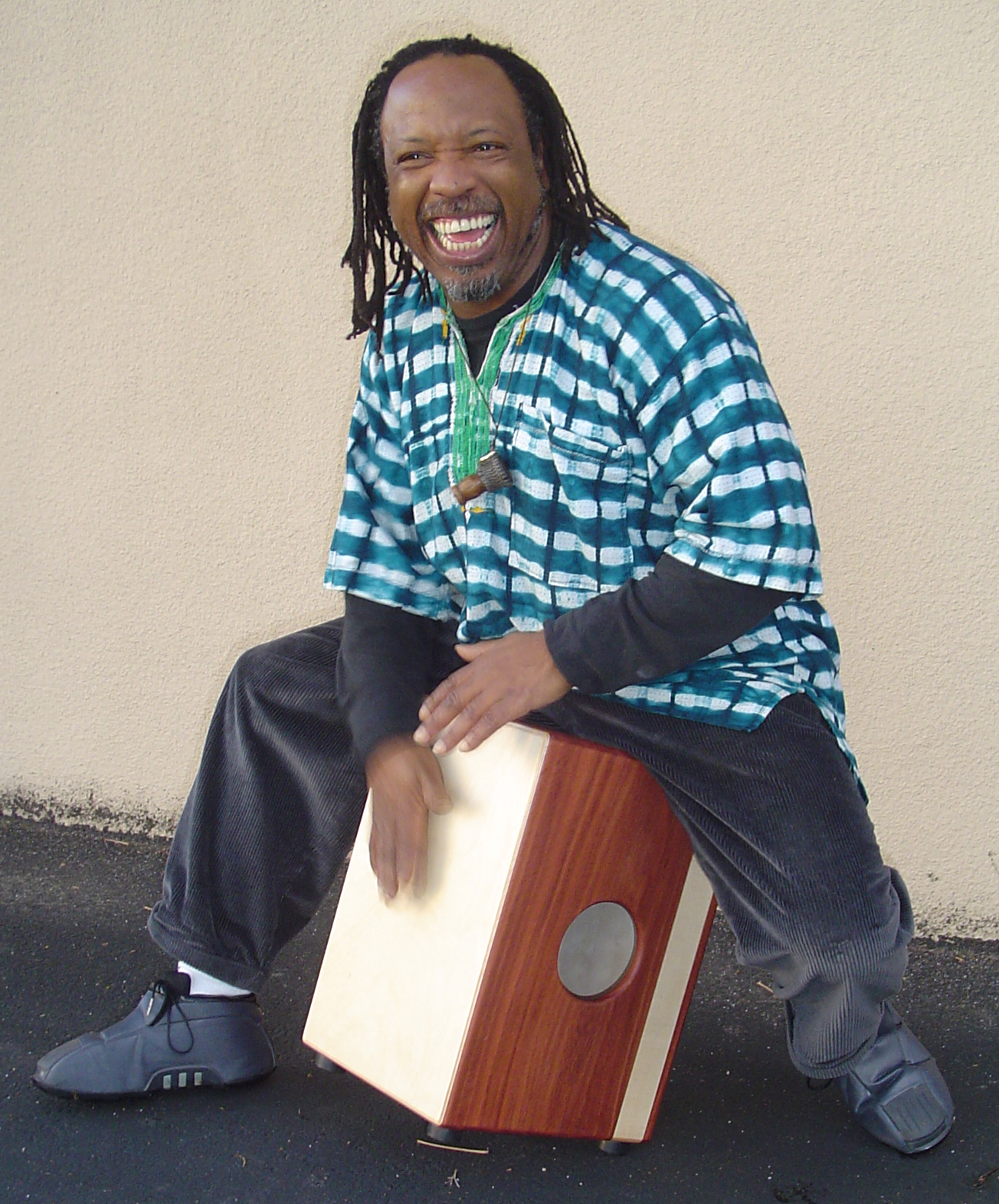
Man sitter på cajónen när man spelar på den.

Sedan den spanske flamencogitarristen Paco de Lucías slagverkare Rubem Dantas 1977 tog med den peruanska cajónen till Spanien, har den försetts med sejar-strängar på insidan och blivit en viktig ingrediens i flamencomusiken. Idag har flamencocajonen utvecklats på en mängd olika ställen i världen och nya varianter och hybrider har uppstått. 
Den moderna cajónens topp, botten, rygg och sidor görs oftast av 9-12 mm plywood. Tunnare material används till framsidan 3-4mm plywood, och ofta lämnas hörnen lösa så att de kan smällas mot de motstående sidorna. I någon av de övriga sidorna görs ett ljudhål.  Ibland spänns strängar på framsidans insida för att ge ett rasslande ljud. Musikern sitter grensle över cajónen och spelar med händerna på cajónens framsida. Många olika ljud kan skapas genom att spela på sidorna, med fingrar eller handflata och så vidare. Cajóner ingår i många slagverkstillverkares sortiment.

## Användning idag
Cajónen används flitigt i kubansk, peruansk och annan latinamerikansk musik. Den förekommer också inom flamencon och många andra musikarter. Den används också ibland inom bluegrass, irländsk folkmusik, country, rock&pop och svensk folkmusik. Det är inte helt ovanligt att man kan se den på folkmusikstämmor.

### Allmänna källor
- Tompkins, W D. Afro-Peruvian Traditions: Music of the African Diaspora in the Americas. Springer US Press.